# Billardiera
Billardiera là một chi thực vật có hoa trong họ Zygophyllaceae.

## Loài
Chi này gồm các loài:
- Billardiera coriacea Benth.
- Billardiera cymosa F.Muell.
- Billardiera drummondii (C.Morren) L.Cayzer & Crisp
- Billardiera floribunda (Putt.) F.Muell.
- Billardiera fraseri (Hook.) F.Muell.
- Billardiera fusiformis Labill.
- Billardiera heterophylla (Lindl.) L.Cayzer & Crisp
- Billardiera laxiflora (Benth.) E.M.Benn.
- Billardiera lehmanniana F.Muell.
- Billardiera longiflora Labill.
- Billardiera macrantha Hook.f.
- Billardiera mutabilis Salisb. (Climbing appleberry)
- Billardiera nesophila L.Cayzer & D.L.Jones
- Billardiera ovalis Lindl.
- Billardiera procumbens (Hook.)
- Billardiera rubens L.Cayzer, Crisp & I.Telford
- Billardiera scandens Sm.
- Billardiera sericophora F.Muell.
- Billardiera speciosa (Endl.)
- Billardiera uniflora E.M.Benn.
- Billardiera variifolia DC.
- Billardiera venusta (Putt.) L.Cayzer & Crisp
- Billardiera versicolor F.Muell. ex Klatt
- Billardiera villosa (Turcz.) E.M.Benn.
- Billardiera viridiflora L.Cayzer & D.L.Jones